# Marian Danowski
Marian Ignacy Danowski (* 1952) ist ein Schweizer Literaturagent und Politaktivist mit Wohnsitz in der Stadt Zürich. Seit seiner Einbürgerung kandidiert der gebürtige Pole als Parteiloser immer wieder erfolglos für die verschiedensten politischen Ämter. Er hat damit eine öffentliche Debatte über den Missbrauch von Bürgerrechten ausgelöst.

## Kandidaturen
Danowski kandidierte unter anderem für den Thurgauer Kantonsrat, das Schaffhauser Stadtparlament, den Zürcher Regierungsrat, den Nationalrat sowie für das Statthalteramt und das Bezirksrichteramt in diversen Zürcher Bezirken.
Bei den Wahlen vom 8. Februar 2009 bewarb sich Danowski für sämtliche verfügbaren Ämter in der Stadt Zürich: Stadtpräsidium, Stadtrat, Friedensrichter, Statthalter, Bezirksrat und Ersatzmitglied des Bezirksrats. Hinzu kamen Kandidaturen als Statthalter in Winterthur und Dietikon sowie als Friedensrichter in den Gemeinden Thalheim, Mönchaltorf und Brütten. Dabei erregte insbesondere die Kandidatur in Brütten Aufsehen, wo er zunächst einziger Kandidat war, bis sich kurz vor der Wahl noch Gegenkandidaten aufstellen liessen. Bei keiner dieser Wahlen konnte Danowski eine nennenswerte Anzahl Wählerstimmen erzielen.
In den Stadtratswahlen in Zürich vom 7. März 2010 erzielte er mit 254 gültigen Stimmen von 211'000 Wahlberechtigten (74'000 Stimmende) das schlechteste Wahlergebnis aller Kandidaten.

## Einzelinitiativen
Auch vom Recht, Einzelinitiativen beim Gemeinderat der Stadt Zürich einzureichen, machte Danowski intensiven Gebrauch. Seine bis Ende 2008 über 200 Initiativen drehten sich oft darum, dass staatliche Ausgaben reduziert, seiner Meinung nach unwichtige Dienstleistungen der Stadt eingestellt oder ihn störende Dinge verboten werden. In der Regel wurden sie vom Parlament ohne Gegenstimme abgewiesen oder für ungültig erklärt.

## Diskussion um Rechtsmissbrauch
Da die – bisher durchwegs chancenlosen – Kandidaturen Danowskis für die Gemeinden einen erheblichen Aufwand sowie hohe Kosten mit sich bringen, wird die Frage nach einem Missbrauch des passiven Wahlrechts aufgeworfen. In Zürich liess das Wahlbüro abklären, ob Danowski von einem Wahlkampf ausgeschlossen werden kann, was die zuständigen Behörden allerdings als einen Eingriff in die demokratischen Grundrechte ablehnten. Nach Einschätzung von Tobias Jaag, Professor für Staatsrecht an der Universität Zürich, liegt aber möglicherweise deshalb ein Rechtsmissbrauch durch Danowski vor, weil sich dieser im Wahlgang vom 8. Februar 2009 für mehrere, sich wegen der Gewaltenteilung gegenseitig ausschliessende Ämter bewirbt.
Bezüglich der Einzelinitiativen haben der Zürcher Gemeinderat wie auch der Zürcher Kantonsrat entschieden, auf die Vorstösse Danowskis nicht mehr einzutreten, da dieser durch das wiederholte Einreichen von ungültigen Einzelinitiativen Rechtsmissbrauch betreibe.
Wiederholt setzte Danowski zudem Kandidaten ohne deren Wissen auf seine Wahllisten. Die dafür erforderlichen Unterschriften beschaffte er sich unter dem Vorwand, Unterschriften für Volksinitiativen oder Petitionen zu sammeln. Aus diesem Grund wurde beispielsweise die Liste Danowski bei den Berner Gemeindewahlen vom 21. September 2004 für ungültig erklärt. Auch für die Nationalratswahlen im Herbst 2003 hatte Danowski auf der Liste Bürger wehren sich für soziale Gerechtigkeit in der Schweiz Kandidaten ohne deren Zustimmung aufgeführt. Weitere Fälle sind auch aus den Kantonen Zürich, Basel-Landschaft, St. Gallen und Thurgau bekannt. Von der Anklage des Wahlbetrugs wurde Danowski allerdings im Herbst 2004 vom Zürcher Bezirksgericht freigesprochen.
Im März 2009 kandidierte Danowski als Gemeinderatskandidat in Zürich. Die erforderlichen Unterschriften hatte er durch absichtliches Täuschen von Passanten erlangt. Daraufhin erklärte der Stadtrat seine Kandidatur für ungültig. Dies akzeptierte er nicht und zog den Fall vor das Bezirksgericht, das den Beschluss des Stadtrates bestätigte. Danowski zog den Fall weiter an das Verwaltungsgericht, wo seine Beschwerde 2010 abgewiesen wurde. Das Gericht kam zum Schluss, dass Danowski die Passanten bei der Unterschriftensammlung falsch informierte und absichtlich täuschte. Er musste die Gerichtsgebühr von 2000 Franken selber bezahlen, da dies nicht zum ersten Mal geschehen war und er das Wahlrecht missbraucht hatte.

## Veröffentlichungen
- Philosophische Fakultät Königsberg, Breslau, Strassburg: Inaugurar-Dissertationen von 1885 - 1889. Literatur-Agentur Danowski, Zürich 2007, DNB 985593490 (121 Seiten).

## Weblink
- Literatur von und über Marian Danowski im Katalog der Deutschen Nationalbibliothek